# 성모 칠락

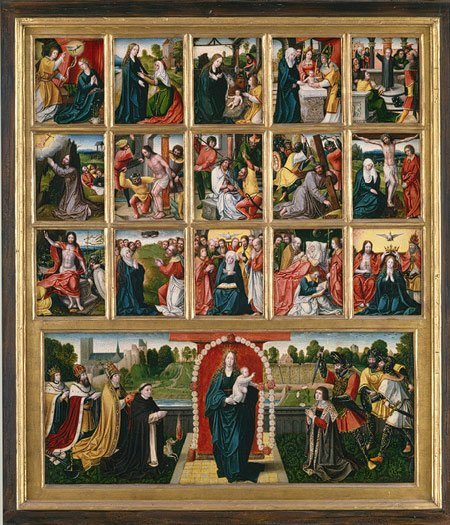
묵주기도의 열 다섯 가지 신비와 묵주기도의 동정녀

성모 칠락(聖母七樂)은 중세 경건한 문학과 예술의 비유에서 비롯된  성모 마리아의 삶의 사건에 대한 대중적인 헌신이다.
칠락은 중세 경건한 문학과 예술에서 자주 묘사되었다. 7가지 기쁨은 일반적으로 다음과 같이 나열된다.
1. 성모 영보
2. 예수의 강탄
3. 동방 박사의 숭배
4. 그리스도의 부활
5. 그리스도의 승천
6. 오순절 또는 사도와 마리아에 대한 성령의 강림
7. 천국 성모의 대관식[1]

일곱 가지 기쁨은 사용하지만 승천과 오순절은 생략한 묵주기도의 프란시스칸 왕관 형식에서와 같이 대안적인 선택이 이루어졌으며, 성전에서 발견을 포함시킬 수도 있다. 마리아 가정 예술에 대한 묘사는 특히 15세기 이후부터 대관식을 대체하거나 대관식과 결합될 수 있다; 17세기에 이르러서는 그것이 표준이다. 다른 장면 세트와 마찬가지로, 그림, 아이보리 미니어처 조각, 재판 드라마, 음악 등 매체마다 묘사가 갖는 실제적인 함의는 매체별로 다른 관습으로 이어졌고, 지리학이나 종교 질서의 영향도 다양했다. 성모 칠고와 일치하는 세트가 있다; 두 세트 모두 성모의 삶을 묘사하는 장면의 선택에 영향을 주었다.
원래 성모칠락은 다섯 가지였다. 나중에 그 숫자는 중세 문학에서 7개가 가장 흔한 숫자로 남아 있었지만, 그 수는 7개, 9개, 심지어 15개로 늘어났다. 다른 것들은 예술에서 거의 찾아볼 수 없다. 마리아의 다섯 가지 기쁨은 가웨인의 힘의 원천으로 14세기 시 가웨인 경과 녹기사에 언급되어 있다. 그 헌신은 특히 종교 개혁 이전의 영국에서 인기가 있었다. 프랑스 작가 앙투안 드 라 세일은 1462년경 레 퀸제 조이스 데 마리아게("결혼의 15가지 기쁨")라는 풍자를 완성했는데, 이 풍자는 유명한 리타니인 레스 퀸제 조이스 데 노트르담의 형식을 부분적으로 패러디했다.

## 같이 보기
- 신약에서 예수님의 삶
- 마리아의 일곱 가지 슬픔